# Melaleuca diosmifolia
Melaleuca diosmifolia är en myrtenväxtart som beskrevs av Henry Charles Andrews. Melaleuca diosmifolia ingår i släktet Melaleuca och familjen myrtenväxter. Inga underarter finns listade i Catalogue of Life.

## Bildgalleri

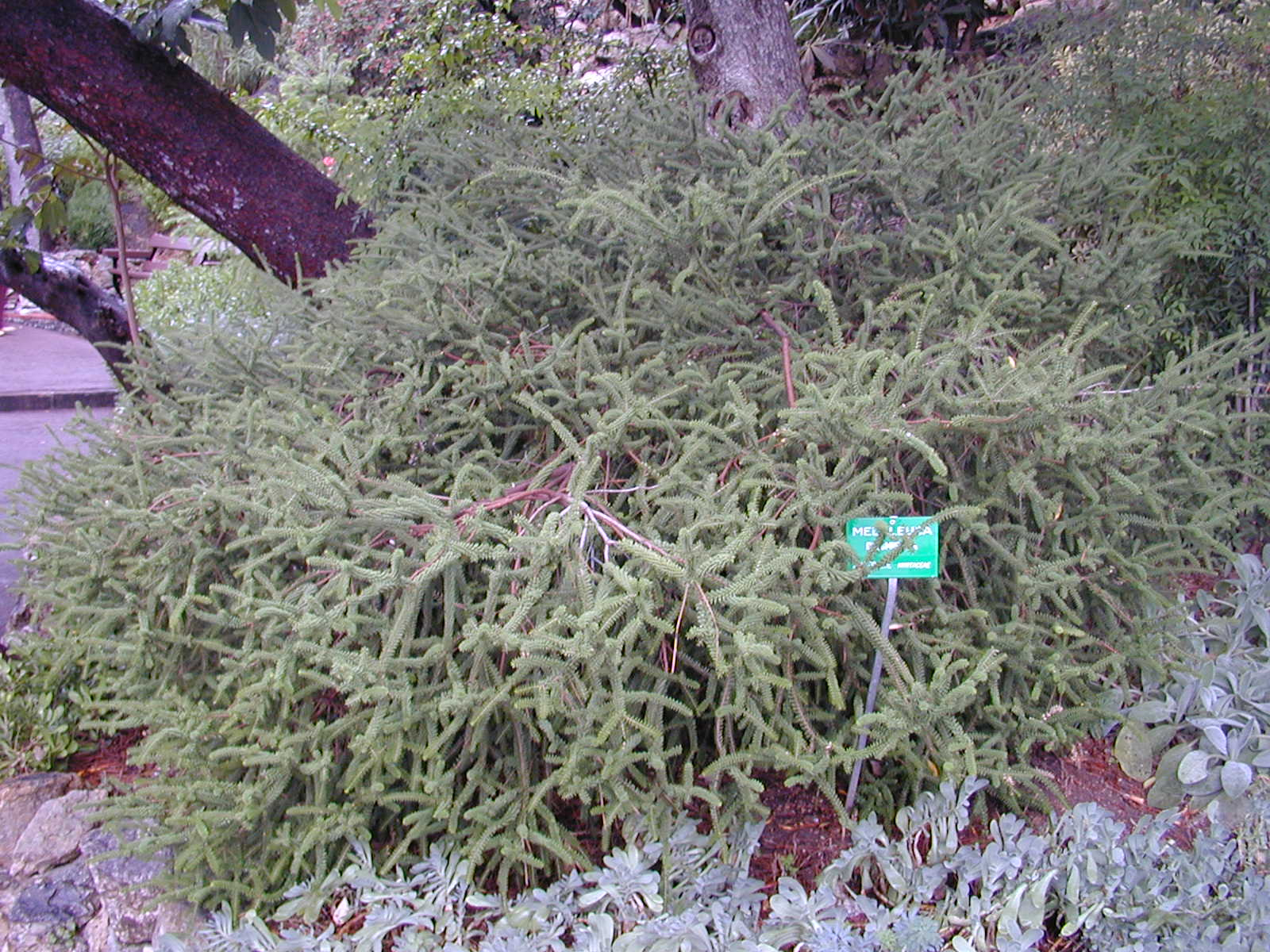
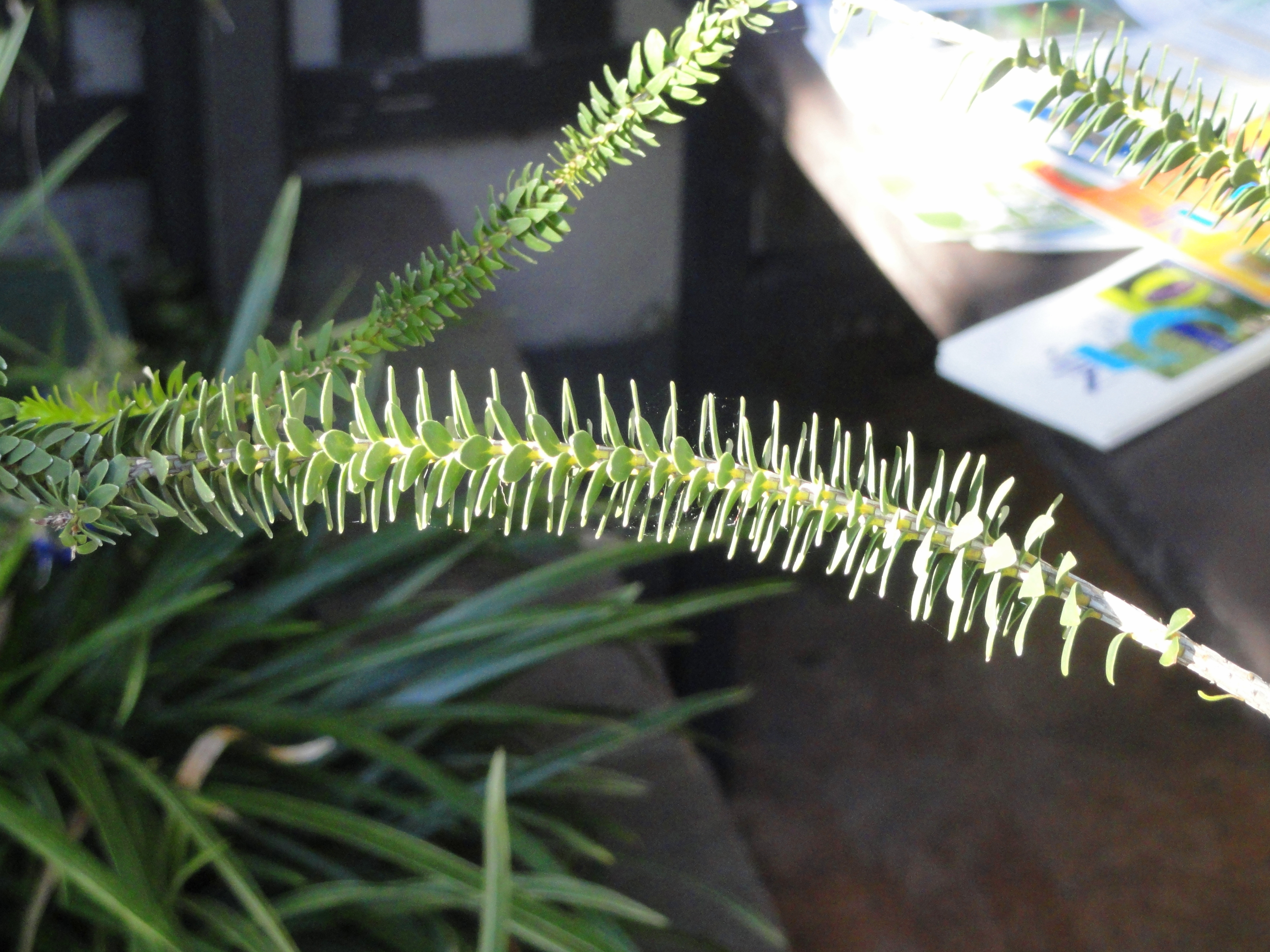